# Classe Natya
La classe Natya (projet 266) est le code OTAN d'une famille de dragueurs de mines pour la Marine soviétique et ses alliées entre les années 1970 et 1980. Leurs désignations en Union soviétique étaient Projet 266M Akvamarin.

## Description
Les navires de cette classe sont dérivés de la classe Yurka mais sont dotés d'un sonar plus avancé. Leurs coques sont construites en acier magnétique faible. Leurs moteurs sont montés sur des poutres d'amortissement sonore et des propulseurs enveloppés ont été utilisés pour réduire le bruit. Un compensateur de champ électrique a également été installé. Un seul navire de classe Natya 2 a été construit avec une coque en aluminium à signature magnétique réduite.

## Pays utilisateurs
45 navires ont été construits pour la marine soviétique entre 1970 et 1982.

### Opérateurs en 2024
- Marine russe: 7 navires seraient actuellement en service actif dans la marine russe. Il s'agit de 6 Natya I (projet 266M) et d'un Natya II (projet 266DB). De nombreux exemplaires ont été désarmés.
  - Flotte de la mer Noire : 3 navires
  - Flotte du Nord : 2 navires
  - Flotte du Pacifique : 2 navires
- Syrie : 1 exemplaire

### Anciens Opérateurs
- Marine ukrainienne: 2 navires ; le U310 Chernihiv et le U311 Cherkasy). Capturé par la Russie lors de la Prise de la base navale sud durant l'invasion de la Crimée, jamais restitués
- Inde : 12 navires transférés entre 1978 et 1988, ils formaient la classe Pondicherry. Le dernier a été désarmé en 2019
- Libye : 8 navires transférés entre 1981 et 1986 (seuls 2 on survécu à la guerre civile de 2011).
- Yémen : 1 navire dans la marine yéménite.
- Marine soviétique : 23 navire, transférés aux états successeurs

### Sources et bibliographie
- (en) Robert Gardiner, Conway's all the World's Fighting Ships 1947-1995, Londres, Conway Maritime, 1995, 675 p. (ISBN 0-85177-605-1, OCLC 34284130) Également publié la même année, sous le même titre avec Stephen Chumbley et Przemysław Budzbon à la Naval Institute Press, Annapolis, MD,  (ISBN 1557501327), (OCLC 34267261).